# 卡萨韦尔梅哈
卡萨韦尔梅哈，是西班牙安达卢西亚自治区马拉加省的一个市镇。 总面积67平方公里，总人口2935人（2001年），人口密度44人/平方公里。